# Iodure de plutonium(III)
L'iodure de plutonium(III) est un composé chimique de formule PuI3. Il se présente sous la forme d'un solide vert fondant à 777 °C et cristallisant, comme le bromure de plutonium(III), dans le système orthorhombique et le groupe d'espace Ccmm no 63 avec comme paramètres cristallins a = 433 pm, b = 1 395 pm et c = 996 pm,
Il peut être préparé en faisant réagir du plutonium élémentaire avec de l'iodure de mercure(II) HgI2 :
2 Pu + 3 HgI2 ⟶ 2 PuI3 + 3 Hg.
Il est également possible de l'obtenir en faisant réagir du plutonium avec de l'iodure d'hydrogène HI à 450 °C. La moindre trace d'oxygène O2 ou d'eau H2O provoque cependant la décomposition immédiate de l'iodure de plutonium(III) en oxyiodure de plutonium.
2 Pu + 6 HI ⟶ 2 PuI3 + 3 H2.